# Аманисси, Мохамед
Мохамед Аманисси (араб. محمد أمانيسي‎; род. 29 июля 1981) — марокканский боксёр, представитель тяжёлой весовой категории. Выступал за национальную сборную Марокко по боксу в 2000-х годах, чемпион Африки, победитель и призёр многих турниров международного значения, участник летних Олимпийских игр в Пекине.

## Биография
Мохамед Аманисси родился 29 июля 1981 года.
Впервые заявил о себе в боксе в 2003 году, став серебряным призёром на чемпионате Франции в Фонтене-су-Буа в зачёте тяжёлой весовой категории.
В 2004 году вошёл в состав марокканской национальной сборной и попытался пройти отбор на летние Олимпийские игры в Афинах, однако на Африканском олимпийском квалификационном турнире в Касабланке дошёл лишь до стадии полуфиналов, не получив олимпийскую лицензию.
В 2005 году одержал победу на чемпионате Африки в Касабланке, взял бронзу на международном турнире «Таммер» в Тампере, выступил на Средиземноморских играх в Альмерии, на Играх франкофонов в Ниамее и на чемпионате мира в Мяньяне, где в 1/16 финала был остановлен американцем Майком Уилсоном.
В 2006 году вновь стал серебряным призёром чемпионата Франции, отметился выступлением на международном турнире «Ахмет Джёмерт» в Стамбуле, выиграл домашний турнир «Мухаммед VI Трофи» в городе Фес.
В 2007 году побывал на Панарабских играх в Каире, откуда привёз награду бронзового достоинства, и на мировом первенстве в Чикаго, где остановился уже в 1/32 финала.
На Африканском олимпийском квалификационном турнире в Виндхуке взял верх над всеми соперниками по турнирной сетке и тем самым удостоился права защищать честь страны на Олимпийских играх 2008 года в Пекине. На Играх, однако, уже в стартовом поединке категории свыше 91 кг со счётом 0:15 потерпел поражение от китайца Чжана Чжилэя и сразу же выбыл из борьбы за медали.
В 2011 году одержал победу на чемпионате Франции и стал обладателем Кубка Франции.